# 高砂橋 (中川)
高砂橋（たかさごばし）は、中川に架かる東京都都市計画道路　補助280号の橋である。

## 概要
2007年（平成19年）までは東京都道468号堀切橋金町浄水場線の橋であった。現在の橋は2003年（平成15年）竣工の2代目であり、右岸（西詰）の東京都葛飾区青戸二丁目と左岸（東詰）の高砂二丁目の間を結んでいる。

## 歴史

### 架橋以前
江戸時代から明治時代にかけて現在の高砂橋付近には「曲金の渡し」と呼ばれる中川の渡船があり、江戸市中の人々が柴又の帝釈天への参詣路として利用していた。この「曲金の渡し」は享保14年（1729年）に開設、宝暦8年（1758年）に場所替えをするなどしながらながく利用されていた。

### 1932年の橋
1928年（昭和3年）の東京府の産業道路改良費の一部（橋梁費）によって当時の府県道28号（浅草松戸線）に架橋された。橋は1932年（昭和7年）7月開通、橋長：187.3 m、幅員：7.5 mで、上部構造は鋼鈑単純プレートガーダー橋であった。 また、1972年（昭和47年）頃に下流側に人道橋が架設されている。

### 2003年の橋
架け替え工事は1993年（平成5年）に着手、2003年（平成15年）3月に開通した。架け替え中、人道橋のあった位置に一時的に架設された仮設橋はその後、横浜市の鶴見川に架かる「潮見橋」の仮設橋に転用された。

## 周辺
- 大光明寺（旧・極楽寺）
- 高砂天祖神社
- 観蔵寺
- 怪無池
- 青龍神社
- 東京慈恵会医科大学葛飾医療センター
- 京成高砂駅 - 徒歩で約8分。
- 青砥駅 - 徒歩で約10分。

## 隣の橋
- 中川

（上流） - 中川大橋 - 京成本線中川橋梁 - 高砂橋  - 青砥橋 - 奥戸橋 - （下流）